# DeWitt Sage
DeWitt Sage (* 6. August 1942; † 7. April 2023) war ein US-amerikanischer Filmproduzent, Drehbuchautor und Filmregisseur, der 1974 für seinen Dokumentar-Kurzfilm Princeton: A Search for Answers mit einem Oscar ausgezeichnet worden ist.

## Biografie
Zu Beginn seiner Karriere im Filmbereich koproduzierte, schrieb und inszenierte Sage zusammen mit dem Filmemacher Julian Krainin für ABC den Film The Other Americans, eine Dokumentation, die sowohl das kreative Potenzial als auch die verheerenden Auswirkungen von Armut im Kindes- und Jugendalter zeigt. Für dieses Projekt konnte das Duo Eartha Kitt und Gordon Parks gewinnen. Weitere Projekte waren Oceans: The Silent Crisis mit Jacques-Yves Cousteau; News und Princeton: A Search for Answers, der 1974 den Oscar für die beste Kurzdokumentation erringen konnte, für den das Gespann bereits im Jahr 1972 mit dem Film Art Is… mit Jerome Robbins, Leonard Bernstein und Mitgliedern des New York City Ballet nominiert war.
1986 entstand Sages Drehbuch für den Film Pinto über die strafrechtliche Verfolgung der Ford Motor Company für Warner Brothers. Mit seinem Dokumentarfilm Distant Harmony – Pavarotti in China, einem Porträt des Opernstars Luciano Pavarotti von 1987, holte sich Sage die Goldplakette auf dem Chicago Filmfestival und dem Toronto Film Festival und wurde mit dem großen Preis der Jury beim Sundance Film Festival bedacht. Die Folge Broken Minds (1990) innerhalb der dokumentarischen Fernsehserie Frontline, in der Sage einen Blick auf die wissenschaftlichen und gesellschaftlichen Kämpfe gegen die Krankheit Schizophrenie – von der viele Amerikaner betroffen sind – und deren Folgen wirft, wurde in der New York Times wegen ihrer provokativen Auseinandersetzung mit der Sozialpolitik und ihrer bewegenden menschlichen Geschichte gelobt. 1994 nahm sich Sage eines ähnlichen Themas an und schuf die Dokumentation A Place for Madness. Darin ging es um die Entscheidung des Bundesstaates Massachusetts in den späten 1970er-Jahren, mehr als 90 Prozent der Bewohner einer psychiatrischen Klinik in Northampton in den gemeinnützigen Dienst zu entlassen.
Innerhalb der Dokumentationsserie American Masters entstand 2001 die Folge Winter Dreams über den Schriftsteller F. Scott Fitzgerald und 2005 die Folge Mitten im Leben über Ernest Hemingway. Für Winter Dreams wurde Sage mit dem Peabody Award ausgezeichnet.
DeWitt Sage war Mitglied der Akademie für Dokumentarfilme (Academy’s Documentary-Feature branch).

## Filmografie (Auswahl)
Drehbuchautor = D; Regisseur = R; Produzent = P
- 1969: The Other Americans (Dokumentation; D)
- 1972: Art Is… (Kurz-Dokumentation; D, R, P)
- 1974: Princeton: A Search for Answers (Kurz-Dokumentarfilm; D, R, P)
- 1977: First Edition (Kurz-Dokumentation; D, P)
- 1982: The Quiet Collector: Andrew Mellon Remembered (D, R)
- 1984: Madness (Dokumentarfilm, D, R, P)
- 1986: Pinto
- 1987: Distant Harmony – Pavarotti in China (Dokumentation; D, R, P)
- 1988: Depression (Dokumentation; D, R, P)
- 1990, 1995: Frontline (Fernseh-Dokuserie; Folgen Broken Minds und The Vanishing Father; D, R, P)
- 1992: Faith Under Fire (dokumentarischer Fernsehfilm; R, P)
- 1994: A Place for Madness (Dokumentation; D, R, P)
- 2001, 2005: American Masters (Fernseh-Dokumentation;
  - F. Scott Fitzgerald: Winter Dreams und
  - Mitten im Leben – Ernest Hemingway; D, R, P)

## Auszeichnungen
| Jahr | Auszeichnung                    | Kategorie, Werk                                                                              | zusammen mit   | Ergebnis  |
| ---- | ------------------------------- | -------------------------------------------------------------------------------------------- | -------------- | --------- |
| 1972 | Oscar                           | „Bester Dokumentar-Kurzfilm“: Art Is…                                                        | Julian Krainin | Nominiert |
| 1974 | Oscar                           | „Bester Dokumentar-Kurzfilm“: Princeton: A Search for Answers                                | Julian Krainin | Gewonnen  |
| 1978 | Oscar                           | „Bester Dokumentar-Kurzfilm“: First Edition                                                  | Helen Whitney  | Nominiert |
| 1987 | Goldplakette                    | Chicago International Film Festival und Toronto International Film Festival: Distant Harmony |                | Gewonnen  |
| 1988 | Großer Preis der Jury           | Sundance Film Festival: Distant Harmony                                                      |                | Nominiert |
| 1995 | Robert Kennedy Journalism Award | A Place for Madness                                                                          |                | Nominiert |
| 2002 | Peabody Award                   | „Besondere Qualität“: American Masters: F. Scott Fitzgerald: Winter Dreams                   |                | Gewonnen  |
| 2006 | Primetime Emmy                  | „Hervorragendes Drehbuch“: American Masters: Ernest Hemingway: Rivers to the Sea             |                | Nominiert |